# بيتر فرينت
بيتر فرينت (بالإنجليزية: Peter Frenette)‏ هو متزلج قفز أمريكي، ولد في 24 فبراير 1992 في بورت جفرسون في الولايات المتحدة.

## وصلات خارجية
- بيتر فرينت على موقع الاتحاد الدولي للتزلج (القفز التزلجي) (الإنجليزية)
- بيتر فرينت على موقع أوليمبيديا (الإنجليزية)